# Transmission IV: Moonloop
Transmission IV: Moonloop è il quinto EP del gruppo musicale britannico Porcupine Tree, pubblicato nel dicembre 2001 dalla Delerium Records.

## Descrizione
Distribuito inizialmente in tiratura limitata a 500 copie, contiene un'improvvisazione di oltre 40 minuti del brano Moonloop registrata nel 1994. Parte di questa improvvisazione è stata utilizzata per la versione inclusa successivamente nella lista tracce del terzo album The Sky Moves Sideways, uscito nel 1995.
Nel marzo 2006 la Delerium ha ripubblicato il disco sia in edizione CD sia in formato vinile.

## Tracce
Musiche di Rick Edwards, Colin Edwin, Chris Maitland e Steven Wilson.
1. Moonloop (Unedited Improvisation) – 40:07

## Formazione
Gruppo
- Colin Edwin – basso
- Chris Maitland – batteria
- Steven Wilson – chitarra, tastiera, campionatore

Altri musicisti
- Marcus Butler – armonica
- Rick Edwards – percussioni